# David con la testa di Golia
Il David con la testa di Golia è un dipinto tempera su pelle su tavola (115,5x76,5 cm) di Andrea del Castagno, databile al 1450-1457 circa e conservato oggi nella National Gallery of Art di Washington.

## Storia
Il dipinto, che rappresenta l'unico esempio di scudo rinascimentale dipinto da un grande maestro che ci sia pervenuto, venne acquistato in Italia dall'inglese William Drury-Lowe nel 1852 e, dopo essere passato ai suoi discendenti, fu ceduto all'americano Peter A.B. Widener nel 1913, i cui eredi lo regalarono al Museo nazionale di Washington nel 1942.

## Descrizione e stile
L'usanza di dipingere scudi da battaglia è ben testimoniata, ma molto rara è la presenza di una scena narrativa, invece dei tradizionali emblemi e stemmi araldici. Si tratta molto probabilmente di uno scudo cerimoniale, destinato più che alla battaglia a sfilate ufficiali.
Nel XV secolo a Firenze la figura di Re David era ammantata di particolari significati simbolici, come testimoniano anche le celebri sculture del David di Donatello e quello di Verrocchio, a cui farà da apoteosi il David di Michelangelo all'inizio del XVI secolo. La figura del giovane David simboleggiava infatti la Repubblica fiorentina, minacciata di volta in volta da spaventosi Golia, che però soccombevano alla sua difesa (il papa, il duca di Milano, il re di Napoli o il doge di Venezia...).
Nello scudo di Andrea del Castagno l'eroe è ritratto nell'atto di prepararsi a scagliare la sua pietra contro il mostro, sebbene la sua testa mozzata con la pietra conficcata in fronte sia già ai suoi piedi, come prefigurazione della vittoria. Il giovane è raffigurato come un atleta, con una posa che è memore di esempi della statuaria antica. Come al solito nella sua produzione è notevole la resa anatomica del soggetto e l'incisività con cui sono modellati i corpi da luci ed ombre, con una notevole attenzione al dettaglio (come le articolazioni dei muscoli o le vene). Il gioco delle linee di forza, degli arti e dello sfondo che si apre a "V" dietro l'eroe, esalta la dinamicità della scena e il senso di movimento, come suggeriscono anche le vesti svolazzanti del protagonista.
Una cura attenta è profusa anche nella descrizione del suolo, punteggiato da piante e rocce e costeggiato da un fiumiciattolo sinuoso, mentre le rocce appuntite ai lati ricordano esempi più arcaici, come si riscontrano in Giotto. Il cielo chiaro è punteggiato da nuvolette, che hanno una forma sfilacciata come in altre opere di Andrea del Castagno.